# Claypole (Royaume-Uni)
Pour les articles homonymes, voir Claypole.
Claypole est une paroisse civile et un village du Lincolnshire, en Angleterre.